# Funkien
Die Funkien (Hosta Tratt., Synonym: Funkia Spreng.), auch Herzblattlilien genannt, sind eine Pflanzengattung aus der Unterfamilie der Agavengewächse (Agavoideae) innerhalb der Familie der Spargelartigen (Asparagaceae). Die meisten Arten stammen ursprünglich aus Japan und dem angrenzenden asiatischen Raum, also China, Korea und Russland.
Die Gattung ist nach dem deutschen Botaniker und Apotheker Heinrich Christian Funck (1771–1839) benannt beziehungsweise nach dem österreichischen Botaniker und Leibarzt Nicolaus Thomas Host (1761–1834).

## Beschreibung
Hosta-Arten wachsen als ausdauernde, krautige Pflanzen. Sie bilden horizontale, große, kurze, oft verzweigte Rhizome; manchmal bilden sie Ausläufer. Sie bringen viele grundständige, spiralig angeordnete Laubblätter mit langen Blattstielen hervor. Es kann vorkommen, dass sich neue Hosta-Sorten bilden, die andere Blattfarben besitzen, sogenannte Sports.
Der Schaft des Blütenstandes ist meist mit einigen sitzenden, hochblattartigen Blättern besetzt. Der endständige, traubige Blütenstand enthält wenige bis viele Blüten und grüne bis weiße Hochblätter. Die zwittrigen, dreizähligen Blüten haben einen kurzen Blütenstiel. Die sechs weißen bis blauen oder violetten Blütenhüllblätter sind röhrig bis glockenförmig verwachsen. Die sechs Staubblätter sind meist frei, selten mit dem Grund der Blütenhüllblätter verwachsen. Es werden Kapselfrüchte mit vielen schwarzen geflügelten Samen gebildet.

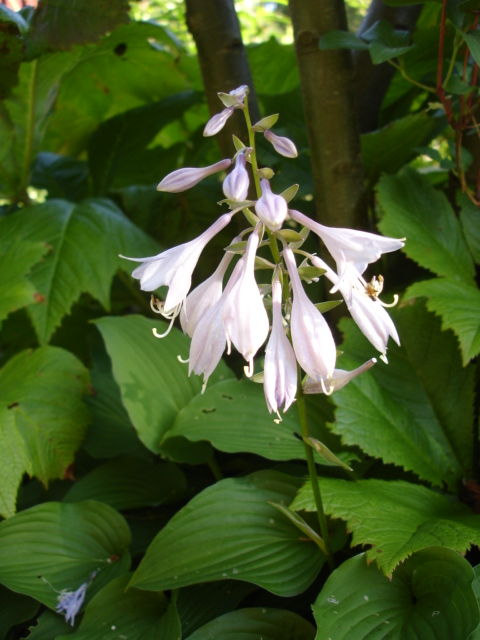
Hosta capitata

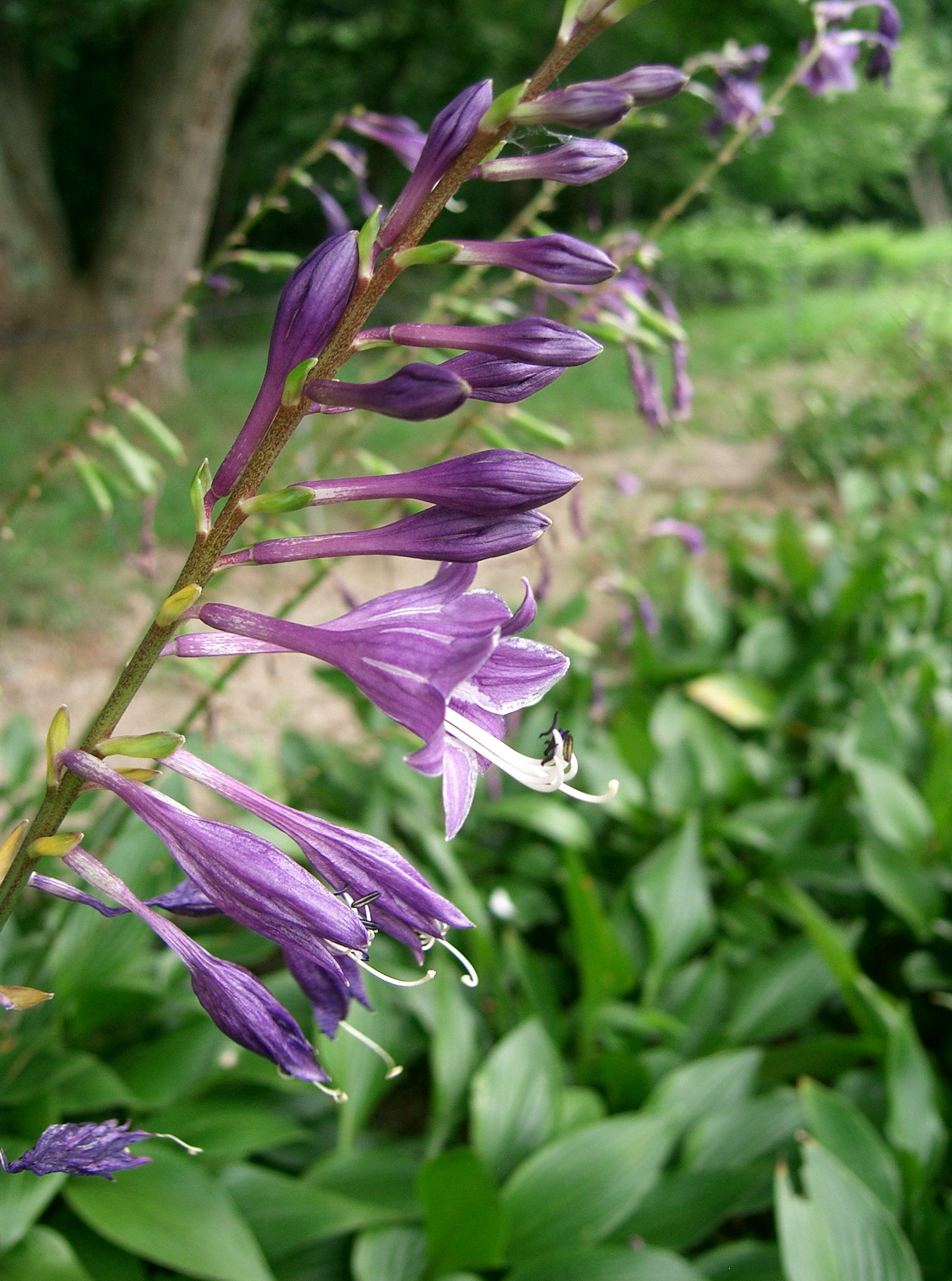
Hosta longipes

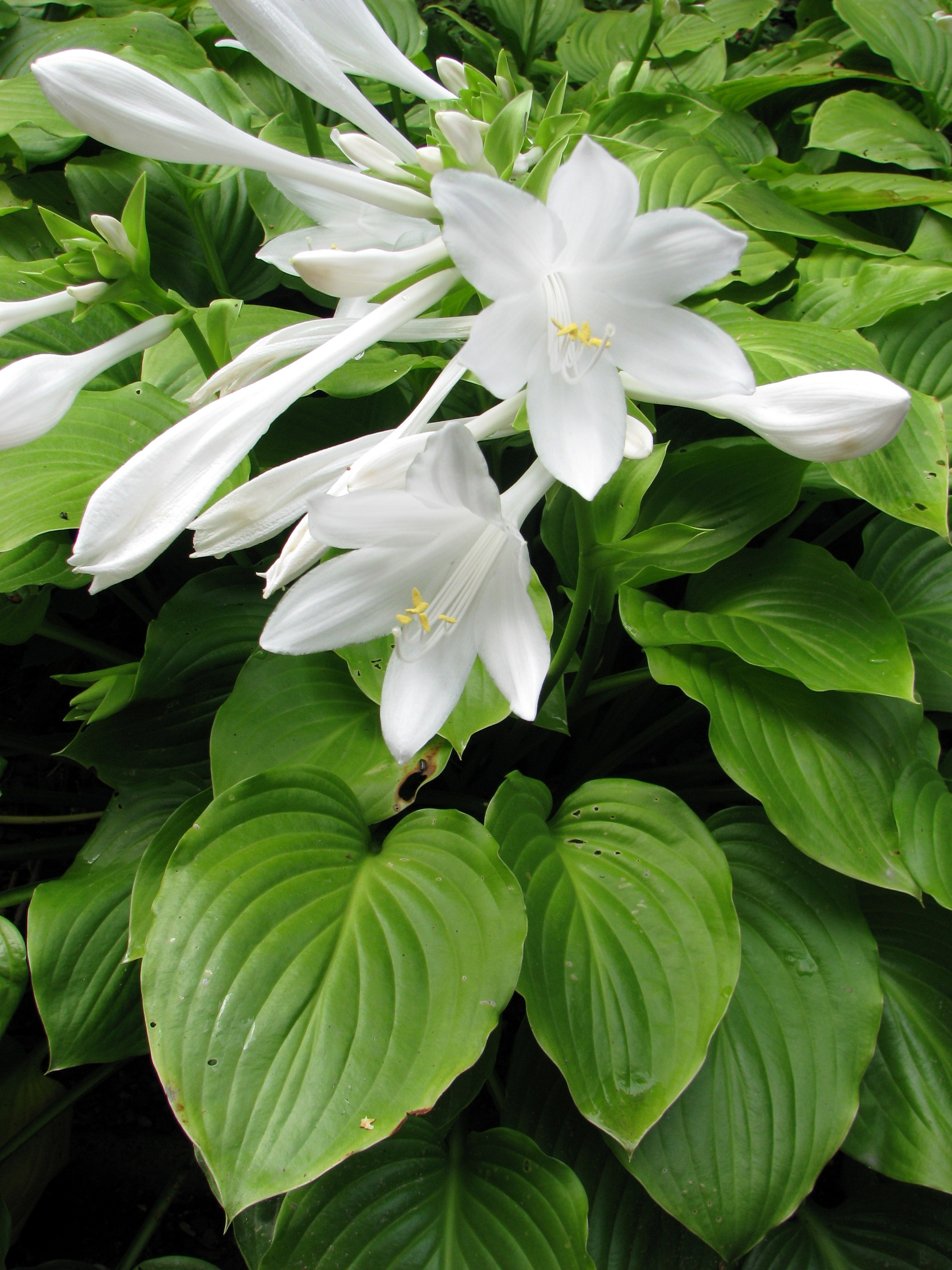
Lilien-Funkie (Hosta plantaginea)

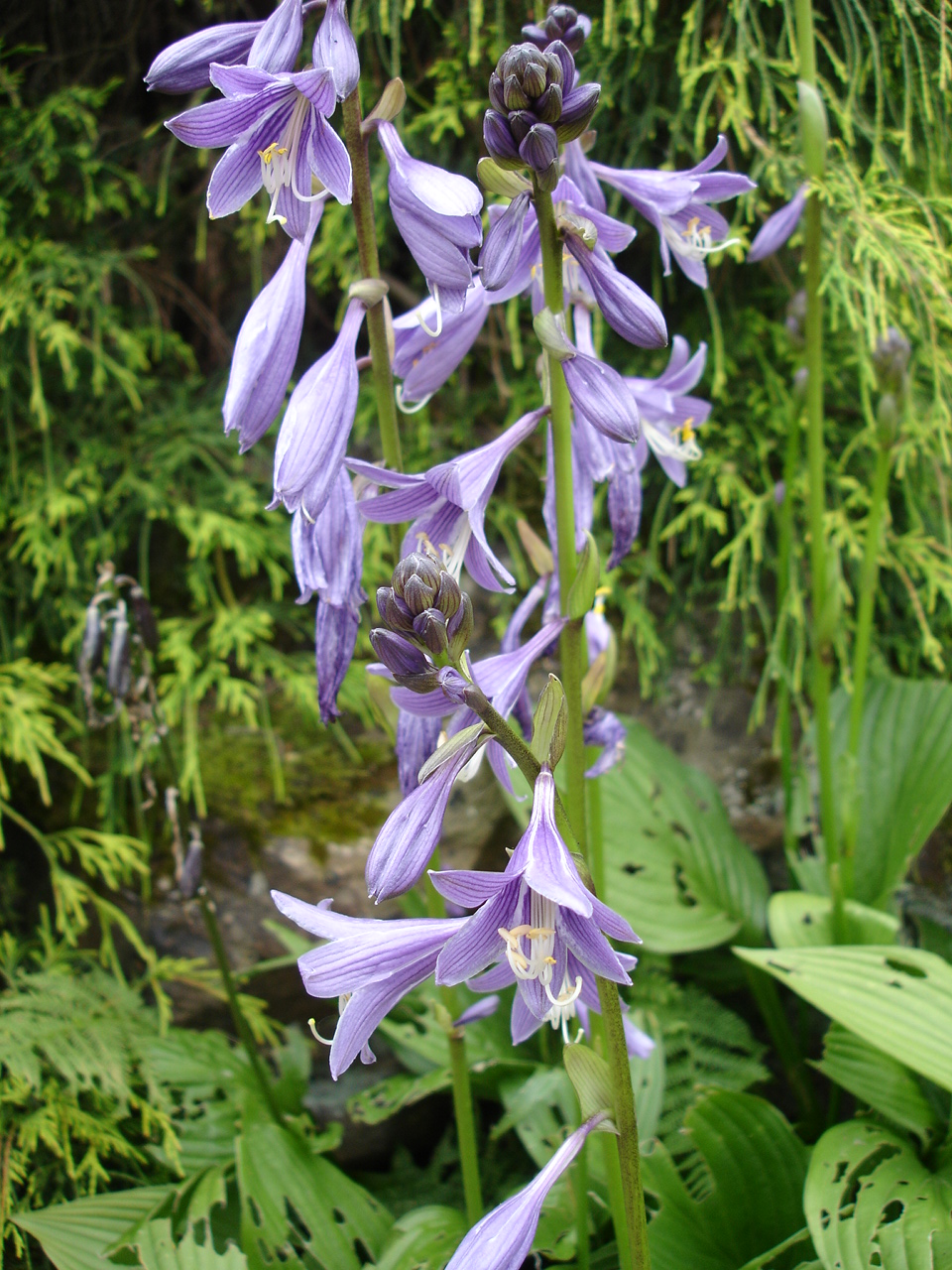
Hosta rectifolia

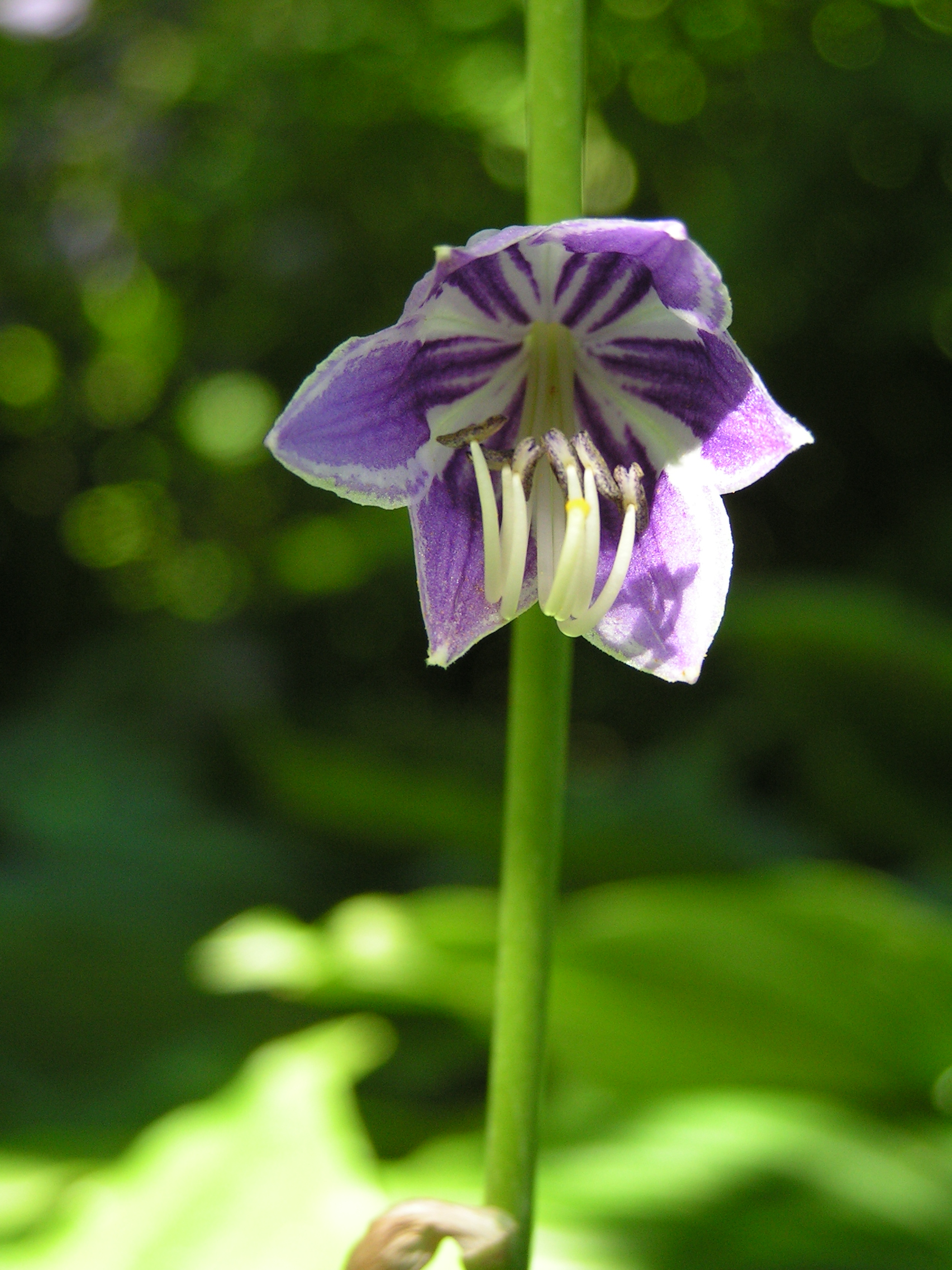
Blüte der Glocken-Funkie (Hosta ventricosa)

## Arten
Es gibt etwa 22 Hosta-Arten:
- Hosta albofarinosa D.Q. Wang: Diese Art ist ein chinesischer Endemit auf grasigen Hängen auf Höhenlagen von etwa 800 Meter im südöstlichen Bereich der Provinz Anhui.[2]
- Hosta capitata (Koidz.) Nakai (Syn.: Hosta nakaiana F. Maek.), Heimat: südliches Japan, südliches Korea.[2]
- Hosta clausa Nakai: Sie kommt von Russlands Fernem Osten bis Korea vor.[2]
- Zierliche Weißrand-Funkie (Hosta decorata L.H. Bailey). Sie wird von manchen Autoren auch als Synonym zu Hosta sieboldiana angesehen.[2]
- Hosta ensata F. Maek.: Die Art ist in Korea, Russland und China in Höhenlagen von 0 bis 500 Meter (nur in den südlichen Bereichen der beiden Provinzen Jilin und Liaoning) beheimatet. Sie wird auch als Synonym zu Hosta clausa angesehen.[2]
- Hosta hypoleuca Murata, Heimat: Japan (zentrales Honshu).[2]
- Hosta jonesii M.G.Chung: Sie kommt im südlichen Korea vor.[2]
- Hosta kikutii F. Maek.: Mit fünf Varietäten:[2]
  - Hosta kikutii var. densinervia N.Fujita & M.N.Tamura: Sie kommt im südlichen Honshu und in Shikoku vor.[2]
  - Hosta kikutii var. kikutii: Sie kommt in Kyushu vor.[2]
  - Hosta kikutii var. polyneuron (F.Maek.) N.Fujita: Sie kommt im südlichen Shikoku vor.[2]
  - Hosta kikutii var. scabrinervia N.Fujita & M.N.Tamura: Sie kommt im zentralen Shikoku vor.[2]
  - Hosta kikutii var. tosana (F.Maek.) F.Maek. (Syn.: Hosta kikutii var. caput-avis (F. Maek.) F.Maek.): Sie kommt im südwestlichen Honshu und im südöstlichen Shikoku vor.[2]
- Hosta kiyosumiensis F. Maek. (Syn.: Hosta pachyscapa F. Maek.): Heimat: Japan (Honshu).[2]
- Lanzenblatt-Funkie (Hosta lancifolia (Thunb.) Engl., Syn.: Hosta cathayana F. Maek.), Heimat: Japan und Russlands Ferner Osten.[2]
- Herbst-Funkie (Hosta longipes (Franch. & Sav.) Matsum., Syn.: Hosta tortifrons F. Maek., Hosta tardiflora (W. Irving) Stearn), Heimat: Japan, Korea.[2] Mit fünf Varietäten:
  - Hosta longipes var. aequinoctiiantha (Koidz. ex Araki) Kitam. (Syn.: Hosta aequinoctiiantha Koidz. & Araki): Sie kommt im zentralen und westlich-zentralen Honshu vor.[2]
  - Hosta longipes var. caduca N.Fujita: Sioe kommt in Korea, im östlichen Kyushu und im westlichen Shikoku vor.[2]
  - Hosta longipes var. gracillima (F.Maek.) N.Fujita (Syn.: Hosta gracillima F. Maek.): Sie kommt auf Shikoku vor.[2]
  - Hosta longipes var. latifolia F.Maek. (Syn.: Hosta rupifraga Nakai): Sie kommt auf der Izu-Halbinsel und auf den Izu-Inseln vor.[2]
  - Hosta longipes var. longipes: Sie kommt auf Honshu vor.[2]
- Hosta longissima F. Maek., Heimat: Korea und das westliche Honshu, Shikoku und Kyushu.[2]
- Hosta minor (Baker) Nakai, Heimat: Korea.[2]
- Hosta nigrescens (Makino) F. Maek.: Sie ist in Japan in Kultur.[2]
- Lilien-Funkie (Hosta plantaginea (Lam.) Asch.) – ein chinesischer Endemit, der ursprünglich in Wäldern, felsigen Bereichen und auf grasigen Hängen in Höhenlagen zwischen 0 und 2200 Meter in den Provinzen Anhui, Fujian, Guangdong, Guangxi, Hubei, Hunan, Jiangsu und Sichuan vorkommt.
- Hosta pulchella N. Fujita, Heimat: westliches Kyushu.[2]
- Hosta pycnophylla F. Maek., Heimat: westliches Honshu.[2]
- Hosta shikokiana N. Fujita: Die Heimat ist das zentrale Shikoku.[2]
- Blaublatt-Funkie (Hosta sieboldiana (Hook.) Engl.), Heimat: Japan. Mit den Varietäten:
  - Hosta sieboldiana var. glabra N.Fujita: Sie kommt auf Honshu und den Oki-Inseln vor.[2]
  - Berg-Funkie (Hosta sieboldiana var. sieboldiana, Syn.: Hosta fluctuans F. Maek., Hosta fortunei (Baker) L.H.Bailey, Hosta kikutii var. yakusimensis (Masam.) F.Maek.,Hosta sieboldiana var. montana (F.Maek.) Zonn., Hosta montana F. Maek.): Die Heimat ist Japan.[2]
- Weißrand-Funkie oder Schmalblatt-Funkie (Hosta sieboldii (Paxton) J.W. Ingram, Syn.: Hosta albomarginata (Hook.) Ohwi, Hosta ibukiensis Araki, Hosta rectifolia Nakai, Hosta rohdeifolia F. Maek.): Sie kommt von Sachalin und den Kurilen bis Japan vor.[2]
- Hosta × tardiva Nakai = Hosta kikutii × Hosta sieboldii. Sie kommt in Shikoku und Kyushu vor.[2]
- Hosta tsushimensis N. Fujita. Mit den Varietäten:
  - Hosta tsushimensis var. tibae (F.Maek.) N.Fujita & M.N.Tamura (Syn.: Hosta tibae F. Maek.): Sie kommt in Kyushu nur in der Präfektur Nagasaki vor.[2]
  - Hosta tsushimensis var. tsushimensis: Sie kommt in Kyushu vor.[2]
- Schneefeder-Funkie (Hosta undulata (Otto & A. Dietr.) L.H. Bailey) – eine häufig kultivierte Art mit vielen Sorten.
- Glocken-Funkie (Hosta ventricosa Stearn) – ein chinesischer Endemit in Wäldern, grasigen Hängen und Berghängen in Höhenlagen zwischen 500 und 2400 Meter in den Provinzen Anhui, Fujian, Guangdong, Guangxi, Guizhou, Hubei, Hunan, Jiangsu, Jiangxi und Sichuan. Sie wird mit mehreren Sorten in weiten Bereichen der Welt als Zierpflanze angepflanzt.
- Hosta venusta F. Maek., Heimat: Insel Jeju-do von Korea.[2]
- Hosta yingeri S.B. Jones (Syn.: Hosta jonesii M.G. Chung): Die Heimat ist das südliche Korea.[2]

## Nutzung als Zierpflanze
Funkien werden insbesondere als Blattschmuckstauden eingesetzt und gelten als wichtige Elemente schattiger bzw. halbschattiger Gartenbereiche auf frischen Böden, lassen sich aber auch in Kübeln pflanzen. Alle Arten und Sorten sind winterharte Stauden, die auch in Mitteleuropa gut gedeihen, sie sind anspruchslos und robust. Dies hat dazu beigetragen, dass die Funkie vom Bund deutscher Staudengärtner zur Staude des Jahres 2009 gewählt wurde.
Die Blätter sind vielfach gefärbt (gelb, blau, grün) und gemustert (z. B. panaschiert). Die ursprünglich große Bedeutung der Arten ist gegen Ende des 20. Jahrhunderts aufgrund der immer zahlreicher werdenden Sorten gesunken.

### Vermehrung
Reine Arten werden üblicherweise durch die durchaus frostharten Samen vermehrt, Sorten hingegen eher vegetativ, meist durch Teilung. Professionelle Gärtnereien in den USA, Großbritannien, den Niederlanden und Deutschland gehen allerdings vermehrt zu Gewebekultur über.

### Schädlinge und Krankheiten
Hostas werden gerne von Nacktschnecken angefressen.
Hostas können von verschiedenen Viren infiziert werden. Dabei spielt insbesondere das 1996 entdeckte Hosta Virus X (HVX) eine Rolle.

## Bilder

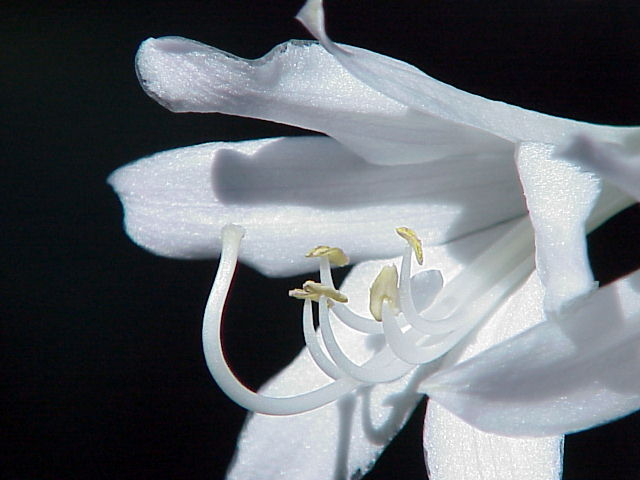
Blick in eine Blüte mit sechs Blütenhüllblättern, sechs Staubblättern und dem Griffel der Lilien-Funkie (Hosta plantaginea)
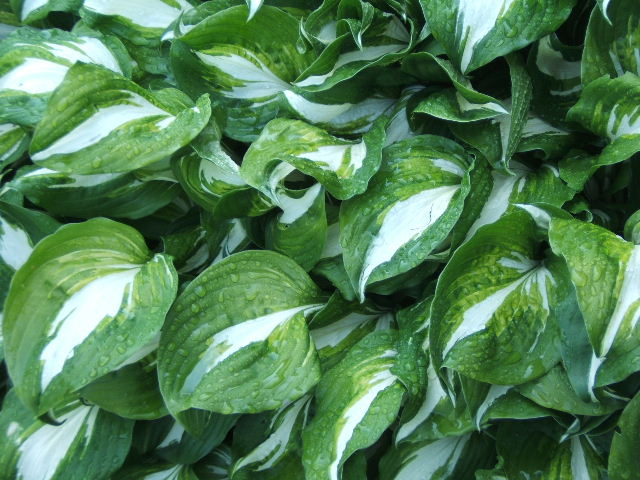
Weißbunte Blätter des Cultivars der Schneefeder-Funkie (Hosta undulata 'Variegata')
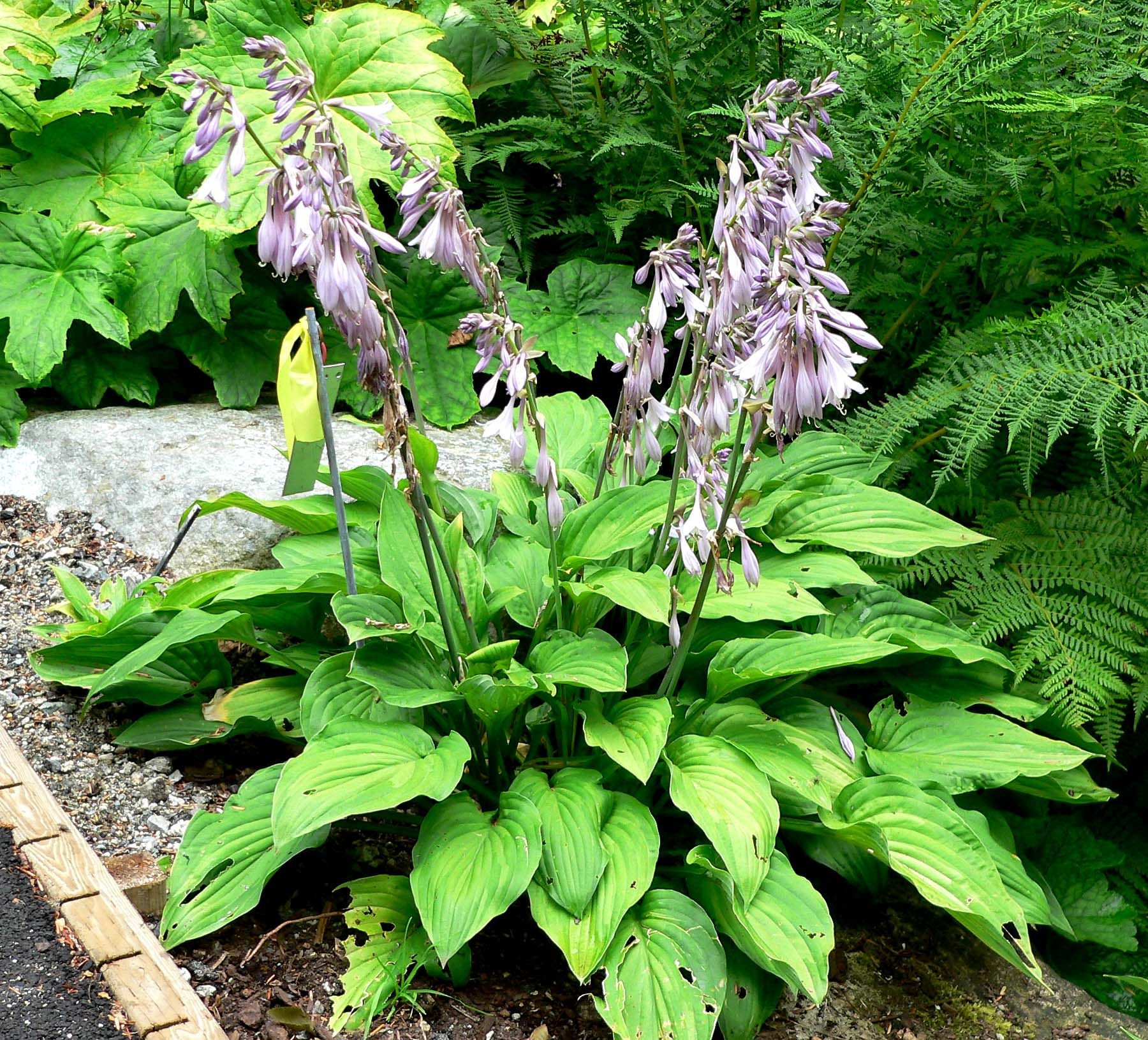
Hosta sieboldiana 'Picta', Habitus
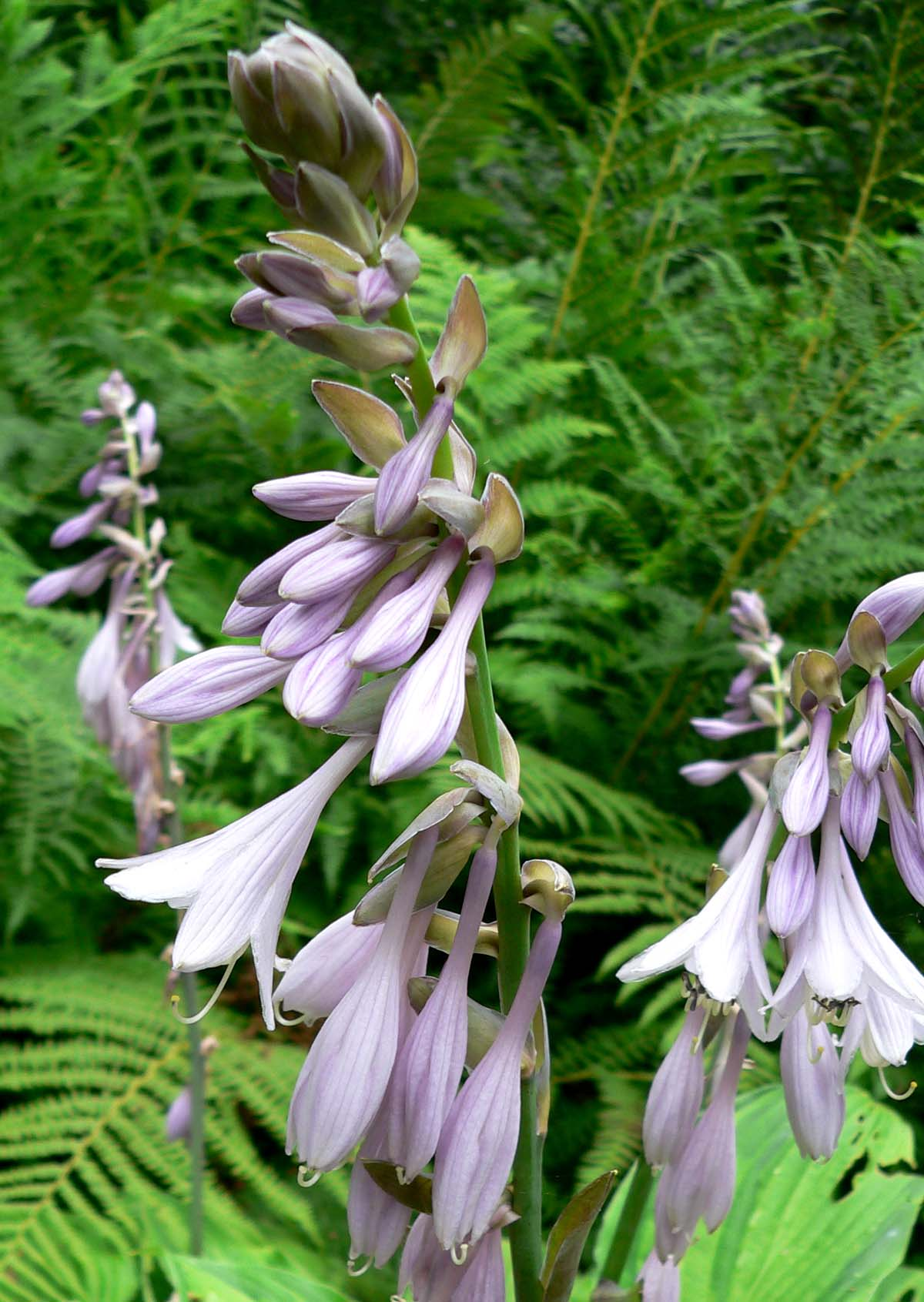
Hosta sieboldiana 'Picta', Blütenstand
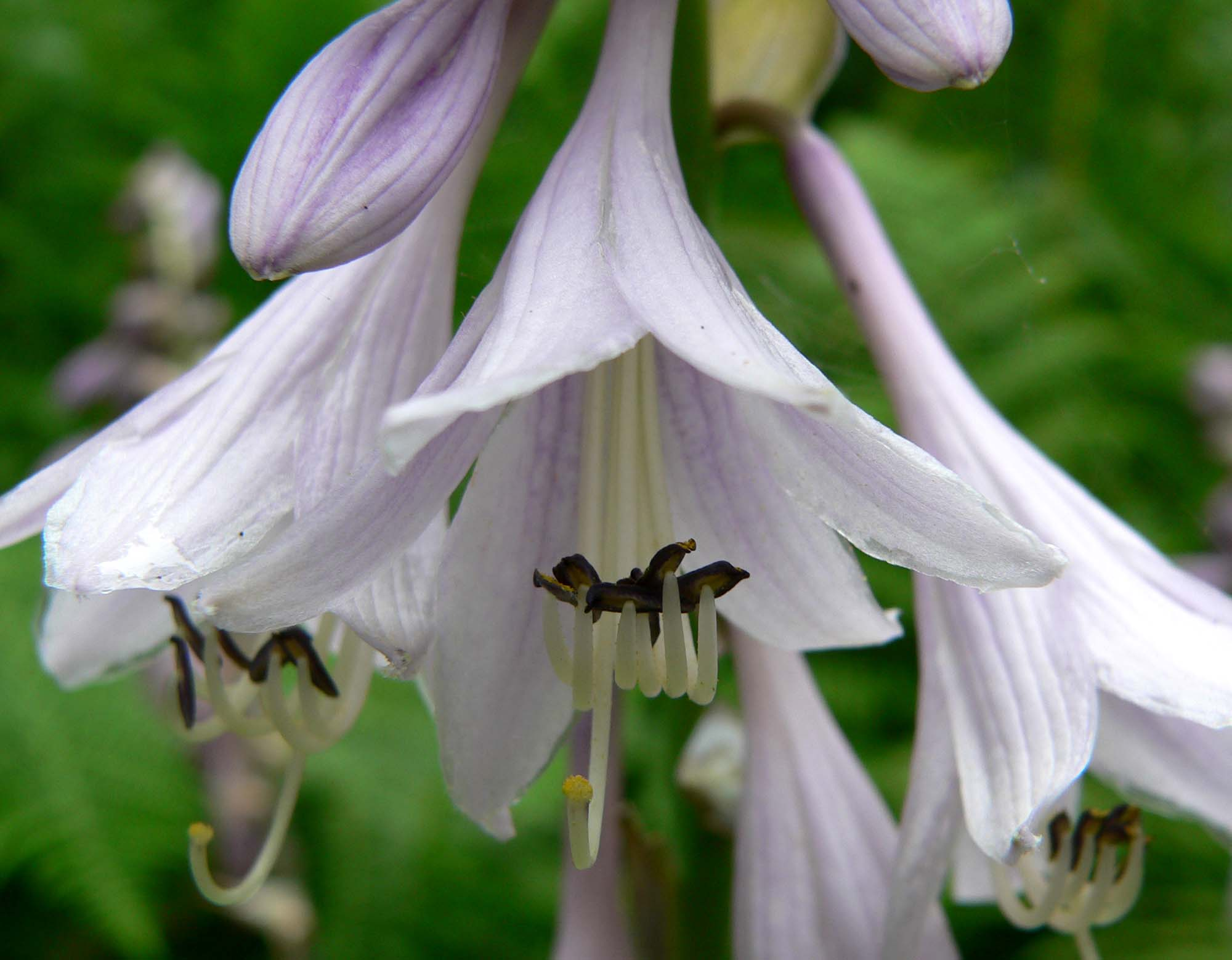
Hosta sieboldiana 'Picta', Blüten